# Gare routière en France

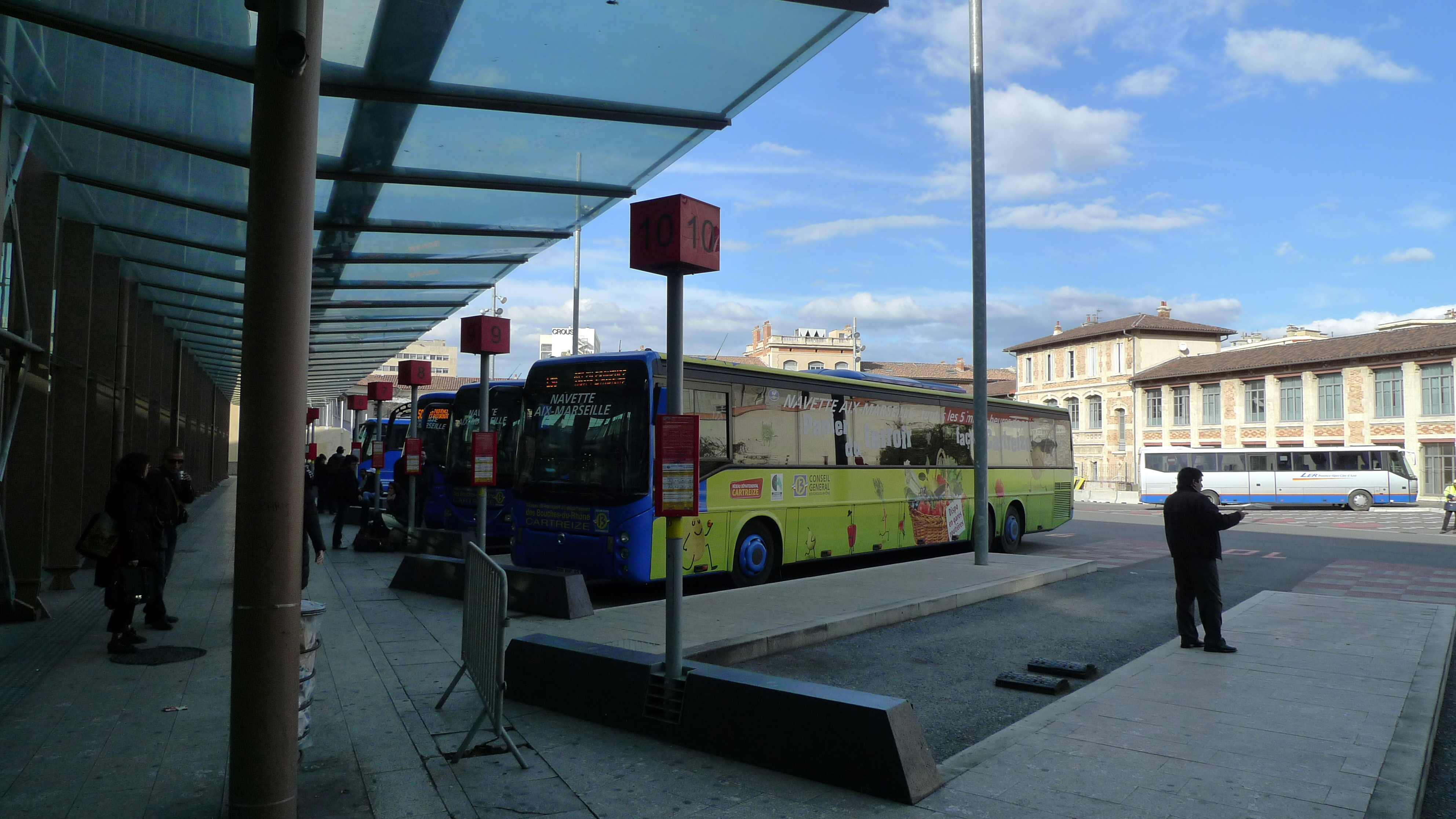
Vue des quais de la gare routière de Marseille Saint-Charles

Une gare routière en France, au sens de l'ARAFER, est un aménagement situé hors voirie et équipé d’un bâtiment d’accueil ouvert au public. Le stationnement en épi est utilisé pour permettre l'augmentation des quais sur une surface contrainte.
Pour le FNTC, les cinq critères essentiels d'une gare routière sont : une infrastructure de stationnement hors voirie, des quais dédiés, une salle d'attente, un système d'information et une signalétique. Les gares routières les plus appréciées de la FNTV sont : Aix-en-Provence, Nevers, Dijon et Rennes.
Certains chercheurs considèrent que la France est sous-équipée en gare routière.

## Histoire
En France, le concept de gare routière est encadré par une ordonnance de 1945 complétée par d'autres textes juridiques entre 1926 à 1977.
En 2000, un sénateur s'est ému du non-respect de la loi par les autocaristes qui utilisent la voirie publique comme s'il s'agissait d'une gare routière faisant courir un risque aux usagers. Par la suite, de nombreux pôles intermodaux ou multimodaux naissent, avec la prise de conscience de la desserte des campagnes comme celui de Bellegarde-sur-Valserine dans l'Ain.
Historiquement, jusqu'en 2019, 65 000 aménagements routiers desservis par des transports conventionnés de transport interurbain en 2019 maillent le territoire, mais est constitué, notamment en zone rurale, à 99 % d’arrêts routiers aménagés en bordure de chaussée. La majorité des aménagements de grande taille, c’est-à-dire les haltes routières, les arrêts sur parc de stationnement et les gares routières se trouvent essentiellement concentrées dans les zones de plus forte densité de population.
Jusqu'en 2015, les transports de voyageurs par ligne régulière d'autocar étant peu développés en France pour des déplacements interrégionaux (seuls les cars affrétés par la SNCF assurent ce type desserte)[réf. nécessaire], les gares routières assurent alors essentiellement des dessertes locales ou éventuellement régionales, ainsi que des transports internationaux (on parle alors de gares internationales).
En 2022, le transport par autocar s'est développé mais les sociétés de transport en autocar n'ont pas réussi à améliorer la qualité de service,.

## Emplacement
Traditionnellement, les gares routières centrales sont situées en centre ville, à proximité d'importants pôles d'échanges.
L'arrivée de TCSP conduit parfois à relocaliser les terminus des autocars départementaux depuis la gare routière vers un terminus de TCSP en périphérie de ville. Ceci permet tout à la fois une libération de l’espace public (les autocars sont perçus comme étant bruyants et polluants), et une réduction des coûts d’exploitations des lignes régulières départementales de transport. Il ne s'agit alors pas d'un lien direct avec la présence des TCSP, mais d'un choix politique.

## Fréquentation
- La gare routière d'Aix-en-Provence compte chaque jour, 40 000 usagers [10] (soit environ huit millions d'usagers dans l'année).
- La gare routière de Toulon compte 5 000 passagers par jour [11].
- La gare routière de Rennes compte 350 départs par jour en 2016[12] augmentant de 14000 par mois par rapport aux 180 000 de l'année précédente[13].
- À Toulouse, 1 million de voyageurs transitent chaque année par la gare routière Pierre Sémard[14].

| Villes           | Nombre d’opérateurs | Nombre de mouvements quotidiens | Nombre de passagers (en milliers) | Nombre de gares routières  | Présence de points d'arrêt |
| ---------------- | ------------------- | ------------------------------- | --------------------------------- | -------------------------- | -------------------------- |
| Paris            | 5                   | 377                             | 719,0                             | Paris (75): 4; IDF:39      | Oui                        |
| Lyon             | 5                   | 139                             | 205,5                             | Lyon:2 ; ARA:26            | Non                        |
| Lille            | 4                   | 74                              | 123,5                             | Lille:0; NPCP:5            | Oui                        |
| Bordeaux         | 5                   | 99                              | 100,5                             | Bordeaux: 1 ; APC:11       | Oui                        |
| Toulouse         | 5                   | 61                              | 100,0                             | Toulouse:1 ; LRMP:14       | Non                        |
| Nantes           | 5                   | 87                              | 77,6                              | Nantes:1; PDL: 6           | Oui                        |
| Marseille        | 4                   | 54                              | 70,0                              | Marseille:1 ; PACA: 14     | Oui                        |
| Rennes           | 5                   | 68                              | 60,5                              | Renne:1 ; Bretagne:6       | ?                          |
| Clermont-Ferrand | 5                   | 50                              | 58,0                              | Clermont-Ferrand:1; ARA:26 | Non                        |
| Rouen            | 5                   | 37                              | 52,5                              | Rouen: 1 ; Normandie:3     | Oui                        |

Si certaines gares acceptent plusieurs compagnies de manière équitable, d'autres n’accueillent que les sociétés du groupe. Ainsi, en Île-de-France, la gare routière de Bercy-Seine n’accueillait que des autocars SNCF, et dans la commune de Bagnolet, la gare routière internationale de Paris-Gallieni n’accueillait que des autocars Eurolines et Isilines.

## Réglementation
Diverses réglementations régissent la hauteur des quais, les déplacements d'autocar dans des lieux couverts et fermés, etc. La loi AGEC rend obligatoire les fontaines à eau et la signalétique dans les lieux qui reçoivent au moins 300 personnes 
La compétence des gares routières a été transférée aux régions.

### Services
Un observatoire permet de quantifier l'équipement en service de différentes de ces gares.
Les services les plus souvent présents sont les TUC à proximité, l'information clientèle, le personnel sur site, la billetterie, et l’information temps-réel avec une fréquence supérieure à 40%. La salle d'attente, les toilettes et les distributeurs de boisson ont une fréquence inférieure comprise entre 30 et 40%.
Les services les plus utilisés par les voyageurs sont les sièges mis à leur disposition pour patienter (35 %), les lieux d’attente extérieurs abrités (35 %), les poubelles (25 %), les  lieux  d’attente  intérieurs (22 %), les services d’informations voyageurs (18 %) et les toilettes (16 %). 23 % des voyageurs n'utilisent durant leur attente aucun de ces services. Toutefois, les taux d'utilisation ne sont pas à la hauteur de l'attente des voyageurs, en raison de défaut de présence de certains de ces services, notamment, sièges, toilettes, information.

## Principales gares
D'après une étude de FlixBus en 2016, les deux gares routières préférées des passagers sont celles de Boulogne-sur-Mer et de Toulouse: les usagers reprochent aux autres gares la qualité de l'abri, l'information aux voyageurs, le manque de toilettes et de solutions de restauration.
| Dénomination                                   | Département | Adresse postale                                                   | Commune          | Latitude      | Longitude     | Exploitant                                                         | n   | quais | 24h | Agents | Info | Billet | Sall | WC  | Rest | Fontaines | Wifi | TR  | TCU | p   | p   | p   | mise à jour | Région                     |
| ---------------------------------------------- | ----------- | ----------------------------------------------------------------- | ---------------- | ------------- | ------------- | ------------------------------------------------------------------ | --- | ----- | --- | ------ | ---- | ------ | ---- | --- | ---- | --------- | ---- | --- | --- | --- | --- | --- | ----------- | -------------------------- |
| Gare routière d'Aubagne                        | 13          | Square Marcel Soulat                                              | Aubagne          | 43,29571      | 5,564959      | Métropole d'Aix-Marseille-Provence - Pays d'Aubagne et de l'Étoile | non | 20    | oui | non    | oui  | oui    | oui  | oui | oui  | ?         | non  | non | oui | oui | non | non | 20/04/2016  | Provence-Alpes-Côte d'Azur |
| Gare de Lourdes                                | 65          | 33 avenue de la gare                                              | Lourdes          | 43,100384     | -0,042129     | SNCF Gares & Connexions                                            | oui | 20    | oui | non    | non  | non    | non  | non | non  | ?         | non  | non | oui | non | non | non | 25/04/2016  | Occitanie                  |
| Gare routière d'Orléans                        | 45          | Rue Marcel Proust                                                 | Orléans          | 47,9          | 1,9           | Odulys - Conseil régional du Centre-Val de Loire                   | oui | 20    | non | oui    | oui  | oui    | oui  | non | non  | ?         | non  | non | oui | oui | non | oui | 19/04/2016  | Centre-Val de Loire        |
| Gare routière de Rodez                         | 12          | 33 avenue du Marechal Joffre 12000 RODEZ                          | Rodez            | 44,362333     | 2,582133      | Transports routiers Aveyron Services                               | oui | 20    | oui | oui    | oui  | non    | non  | oui | non  | ?         | non  | non | oui | oui | non | oui | 04/05/2016  | Occitanie                  |
| Gare routière de Toulouse                      | 31          | 68-70 Boulevard Pierre Sémard - BP 75225 - 31079 Toulouse Cedex 5 | Toulouse         | 43,612944     | 1,452519      | Régie départementale des transports de la Haute-Garonne            | oui | 20    | non | Oui    | oui  | oui    | oui  | oui | non  | ?         | oui  | oui | oui | oui | oui | oui | 19/04/2016  | Occitanie                  |
| Gare routière d'Aubenas                        | 07          | chemin de la plaine 07200                                         | Aubenas          | 44,611558     | 4,407974      | Syndicat intercommunal de transport urbain Tout'enbus              | oui | 21    | non | oui    | oui  | non    | oui  | oui | non  | ?         | non  | non | oui | non | non | oui | 02/05/2016  | Auvergne-Rhône-Alpes       |
| Gare routière de Moutiers                      | 73          | Place de la gare                                                  | Moûtiers         | 45,486748     | 6,530017      | TRANS FER ROUTE SAVOIE                                             | oui | 22    | oui | oui    | oui  | oui    | oui  | oui | oui  | ?         | oui  | oui | non | non | non | non | 21/04/2016  | Auvergne-Rhône-Alpes       |
| Gare routière de Mantes-en-Yvelines            | 78          | Rue Pierre Semard                                                 | Mantes-la-Jolie  | 48,990057     | 1,703458      | Transports voyageurs du Mantois                                    | non | 24    | oui | oui    | oui  | oui    | non  | non | non  | ?         | oui  | oui | oui | non | non | oui | 21/04/2016  | Île-de-France              |
| Gare routière départementale de Toulon         | 83          | Boulevard de Tessé                                                | Toulon           | 43,1279012647 | 5,9297150373  | Kisio Services (raison sociale : EFFIA Synergies)                  | oui | 24    | oui | oui    | oui  | oui    | oui  | oui | oui  | ?         | non  | non | oui | oui | non | oui | 22/04/2016  | Provence-Alpes-Côte d'Azur |
| Gare routière d'Albertville                    | 73          | Place de la gare                                                  | Albertville      | 45,672878     | 6,382635      | TRANS FER ROUTE SAVOIE                                             | oui | 27    | oui | oui    | oui  | oui    | oui  | oui | non  | ?         | oui  | oui | oui | non | non | non | 21/04/2016  | Auvergne-Rhône-Alpes       |
| Gare routière d'Aix-en-Provence                | 13          | 6 boulevard Victor Coq                                            | Aix en provence  | 43,5237439    | 5,4411966     | Kisio Services (raison sociale : EFFIA Synergies)                  | oui | 28    | oui | oui    | oui  | oui    | oui  | oui | non  | ?         | oui  | oui | oui | oui | non | oui | 22/04/2016  | Provence-Alpes-Côte d'Azur |
| Gare routière de l'aéroport Chambéry Savoie    | 73          | Route de l'aéroport                                               | Voglans          | 45,638338     | 5,885748      | TRANS FER ROUTE SAVOIE                                             | oui | 31    | oui | oui    | non  | non    | non  | oui | non  | ?         | non  | non | non | non | non | non | 20/04/2016  | Auvergne-Rhône-Alpes       |
| Gare routière de Grenoble                      | 38          | 11 place de la gare                                               | Grenoble         | 45,192877     | 5,714078      | Mobilité et Services                                               | oui | 34    | oui | oui    | oui  | oui    | oui  | oui | non  | ?         | non  | oui | oui | oui | non | oui | 21/06/2016  | Auvergne-Rhône-Alpes       |
| Gare routière de la Roche sur Yon ( Rue Ramon) | 85          | Rue Gaston Ramon 85000                                            | La Roche-sur-Yon | 46,6739955    | -1,4193346154 | SOVETOURS                                                          | oui | 34    | oui | oui    | oui  | oui    | oui  | oui | non  | ?         | non  | non | oui | oui | non | oui | 02/05/2016  | Pays de la Loire           |
| Gare routière de Cholet                        | 49          | 8 boulevard Faidherbe                                             | Cholet           | 47,066763     | -0,872032     | Transports publics du Choletais (TPC)                              | oui | 35    | oui | oui    | oui  | oui    | oui  | oui | non  | ?         | non  | non | oui | oui | oui | oui | 20/04/2016  | Pays de la Loire           |
| Gare routière de Fougères                      | 35          | 6 rue des frères Devéria 35300 Fougères                           | Fougères         | 48,347788     | -1,191285     | Transdev Fougères                                                  | non | 35    | oui | oui    | oui  | oui    | oui  | non | non  | ?         | non  | non | oui | oui | non | oui | 25/04/2016  | Bretagne                   |

1. ↑  Existence règles d'accès
2. ↑  Emplacement d'arrêt
3. ↑  Accessibilité 24h/24h
4. ↑  Personnel sur le site
5. ↑  Information clientèle
6. ↑  Billetterie
7. ↑  Salle d'attente
8. ↑  Toilettes voyageurs
9. ↑  Restauration
10. ↑  Fontaine à eau (Loi AGEC)
11. ↑  Accès Wifi
12. ↑  Information temps réel
13. ↑  T.C.U. à moins de 100 mètres
14. ↑  Salle de repos
15. ↑  Lavage des autocars
16. ↑  Toilettes conducteurs

### En Île-de-France, y compris Paris
Sur la commune de Briis-sous-Forges en Essonne, une gare autoroutière permet à des bus circulant sur l'autoroute A10 d'embarquer des voyageurs sans sortir de l'autoroute, offrant ainsi un temps de parcours réduit vers Massy.
À Paris, les deux gares routières internationales sont la gare routière internationale de Paris-Gallieni (située sur le territoire de la commune de Bagnolet, jouxtant la Porte de Bagnolet) et le Terminal Jules Verne à La Défense.
Le boulevard Pershing est également utilisé clandestinement comme gare routière ; il est équipé de distributeurs de tickets abrités par de la tôle ondulée. En 2020, la gare routière de Paris-Gallieni ferme définitivement en raison de la mise en liquidation judiciaire de la compagnie Euroline, par décision de sa société mère FlixBus, cette dernière décide de pas reprendre l'exploitation de cette gare, préférant celle de Bercy.
On parle également de gare routière (ou de zone logistique) pour un lieu de transbordement de marchandises, généralement doté d'entrepôts importants, comme Garonor, au nord de Paris.
La gare Jules Verne à la Défense, ouverte en 2005 est modernisée en 2015. Cette gare est propriété d'un établissement de gestion et d’animation de La Défense. La gestion est mise en œuvre par Ctcop.
Les travaux de 2015 incluent de nouveaux écrans d’affichages d’horaires, une nouvelle signalétique, une nouvelle peinture, l’installation de nouvelles caméras de surveillance et le remplacement des équipements de sécurité incendie ainsi que le changement des deux escalators.
Certaines gares sont cachées ou mal indiquées. C'est notamment le cas de la gare routière utilisée par Megabus (filiale de Flixbus), dans les alentours de la gare routière de Bercy utilisée par Ouibus. Cette gare est un vaste hangar sinistre, dont l’entrée est cachée par les murs tagués du skate-park local.
À la Porte Maillot, un parking fait office de gare routière — mais ce n'est pas une vraie gare routière au sens de l'Arafer — et sert de principal point de départ et d'arrivée de l'ouest parisien. En 2016, le lieu dispose d'une quarantaine de places, sans quai, sans banc, sans toilette, sans affichage ni des horaires ni des destinations. Le lieu sert de principal terminal français des deux marques Flixbus et Ouibus. Le lieu compte quotidiennement 170 à 180 rotations d’autocars, et 7 000 passagers débarqués ou embarqués.
Pour le responsable de la communication de Flixbus, Raphaël Daniel, le lieu utilisé présente « des conditions catastrophiques d’hygiène et de sécurité »; la « principale inquiétude, c’est le risque d’accident grave : un client renversé à cause de l’absence de quai. » Les usagers ne fréquentent pas le lieu pour ses services, mais au contraire pour la pratique de prix cassés (low-cost).
Flixbus a choisi de payer 1 million d’euros annuel pour ce service porte Maillot. Des travaux doivent commencer mi-2017, ils prévoient notamment la création d'une gare routière.
Le point d’arrêt principal pour la marque Ouibus se situait initialement dans un lieu qui jouxte la gare SNCF de Bercy. Il se trouve désormais dans la gare routière de Bercy-Seine.
Toutefois, pour la mairie de Paris, « Les municipalités ne peuvent pas courir après ces compagnies qui lancent des centaines de lignes ultra-déficitaires pour occuper le terrain, explique une porte-parole de la municipalité. Nous n’allons pas engager de travaux porte Maillot, pour la bonne raison que le parking va fermer dans les prochains mois. » L'opération architecturale inscrite au programme « Réinventer Paris » contient notamment un projet de gare routière.
La réouverture de la gare routière de la porte Maillot et à la création d'une nouvelle gare à Saint-Denis-Pleyel devraient permettre une réduction de l'usage de la gare de Bercy, avec une fermeture définitive prévue pour 2030 ; elle pourrait alors revenir à sa vocation première de parking pour cars de tourisme.

### Province
En Auvergne-Rhône-Alpes, à Grenoble, une nouvelle gare routière a été inaugurée en septembre 2015, elle est équipée de systèmes d'information modernes. L'un des quais est affecté à la compagnie Eurolines, lorsque les quais sont affectés de manière statique. La première gare routière de Grenoble avait été construite à l'occasion des Jeux olympiques de 1968.
En Nouvelle-Aquitaine, à Poitiers, la gare routière est localisée au sein du pôle multimodal ; elle est bien équipée, et est financée à hauteur de 95 000 € par an par le département de la Vienne, qui apporte environ 72 % des contributions. La gare intéresse les autocaristes qui « sont intéressés par les endroits accueillants où ils trouvent des sanitaires, une salle de repos, des distributeurs alimentaires et boissons, un stationnement sécurisant et sécurisé, à l'abri. ». Elle intéresse en particulier les marques Iberocoach et Eurolines et Transdev.
- Tarif: passage à quai (durée 30 minutes) : 3,70 €. Stationnement : de 30 minutes à 2 heures : 7 €; de 4 heures à 8 heures : 11 €; de 8 heures à 12 heures : 13 €; de 20 heures à 8 heures : 3 €[pertinence contestée]
- Dessertes de la gare routière de Poitiers: TER et interurbains : Région Poitou-Charentes : 15 % ; TER Nantes Poitiers : 6 % ; Région centre : 4 % ; Département de la Vienne : 62 % ; Deux-Sèvres (Thouars-Poitiers) : 1 %. Les compagnies commerciales : 12 %. Au total, 30 000 passages d'autocars ont été enregistrés.
- Dessertes internationales: Eurolines vers et depuis la Belgique, l'Allemagne, les Pays-Bas ; l'Espagne ; le Portugal ; le Maroc (140 passages par mois au total). Isilines effectue un Poitiers-Paris et un Poitiers-Bordeaux-Bayonne (32 cars par mois).

En Grand Est, à Reims, la gare routière est peu équipée: pas de panneau, pas d'affiche, pas de banc.
La Bretagne est également desservie par autocar, en particulier par les cars Flixbus qui passent par Brest.
En Pays de la Loire, au Mans, les lignes régulières de cars utilisent des places de stationnement aménagées par la société d'autoroute Vinci pour le repos de chauffeur routier, transformant cette aire de repos en une fausse gare routière exploitée clandestinement par quatre opérateurs: Eurolines, Starshipper, Ouibus et Isilines.
En 2015, Emmanuel Macron, anciennement ministre de l'Économie, de l'Industrie et du Numérique, souhaite compléter la réglementation des gares routières pour faire face aux questions que va poser l'augmentation du trafic d'autocar à la suite de l'ouverture des lignes régulières au secteur marchand, notamment afin d'en assurer le financement.
En Centre-Val de Loire, à Tours, il existe un emplacement de stationnement, dit Peupliers, rue Edouard-Vaillant, qui fait office de gare routière; toutefois, le stationnement n'y ait pas aménagé pour l'usage de gare routière, et il n'est pas doté d'information aux voyageurs. Isilines souhaite une gare routière en bordure d'autoroute. Une telle gare routière pourrait être desservie par le réseau de bus urbains.
En Occitanie, à Toulouse, la gare routière accueille un million de voyageurs par an. Elle est gérée par le Conseil départemental. Elle offre divers services aux voyageurs : hall d'attente, sanitaires, distributeurs de boisson, brasserie. À partir de 2016, elle offre également un accès wi-fi. Le nombre de quais de la gare routière est suffisant pour couvrir les besoins à court et moyen terme. En 2015  les sanitaires publics ont été réaménagés. L'accessibilité aux personnes à mobilité réduite doit être améliorée par des travaux prévus pour 2016.
En Normandie, une consultation Flixbus place la gare routière du Havre en première gare de la région Normandie, devant Dieppe et Caen, et en dixième position au niveau national. Elle dessert notamment la ligne le Havre-Paris, meilleure ligne française du réseau Flixbus avec Paris-Rouen. D'autres sociétés comme Isilines et Ouibus sont présentes au Havre toutes trois desservent Paris.
En Provence-Alpes-Côte d'Azur, Marseille abrite également une gare routière importante, la gare routière de Marseille-Saint-Charles.

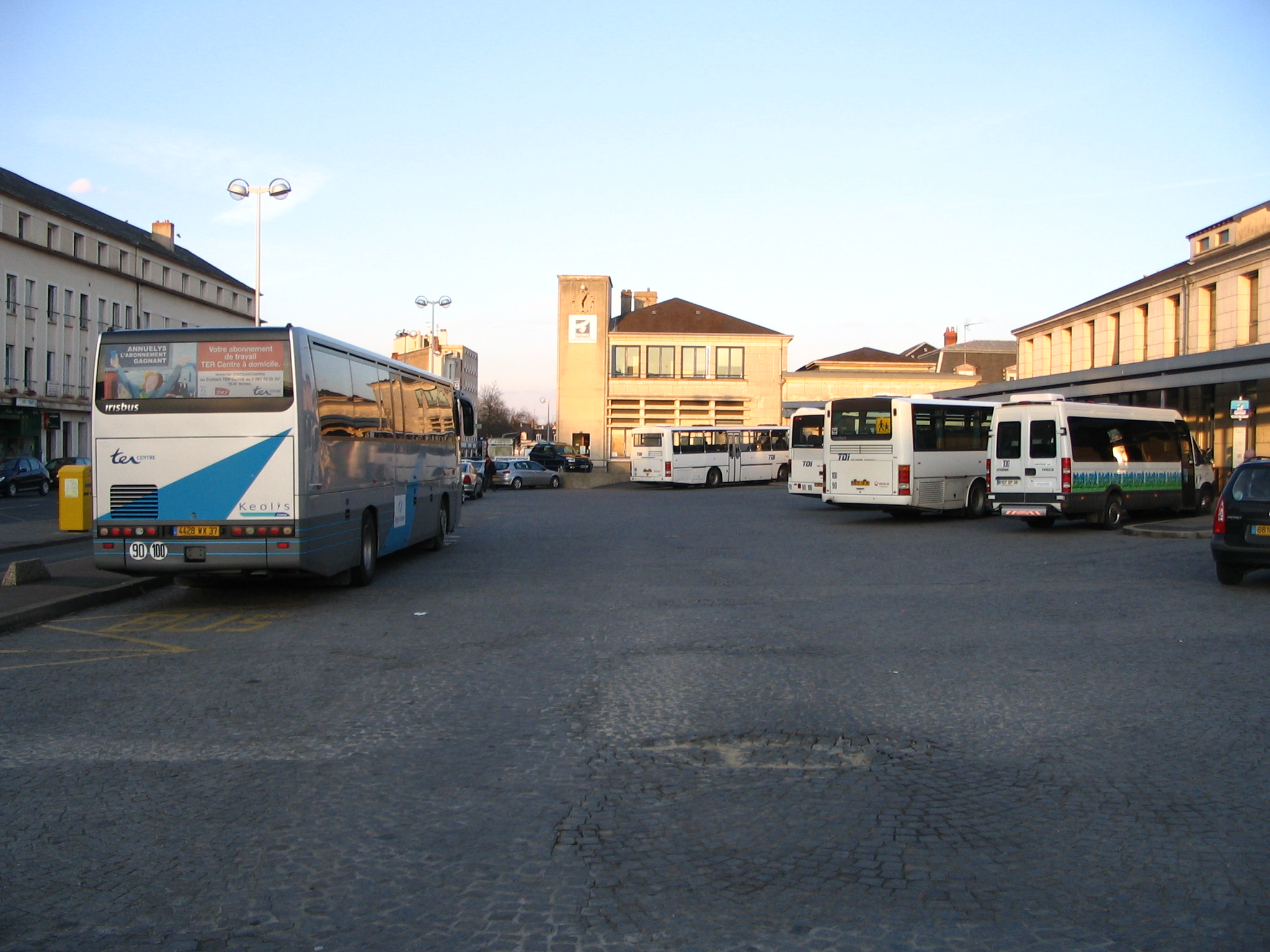
Gare routière de Châteauroux (France)
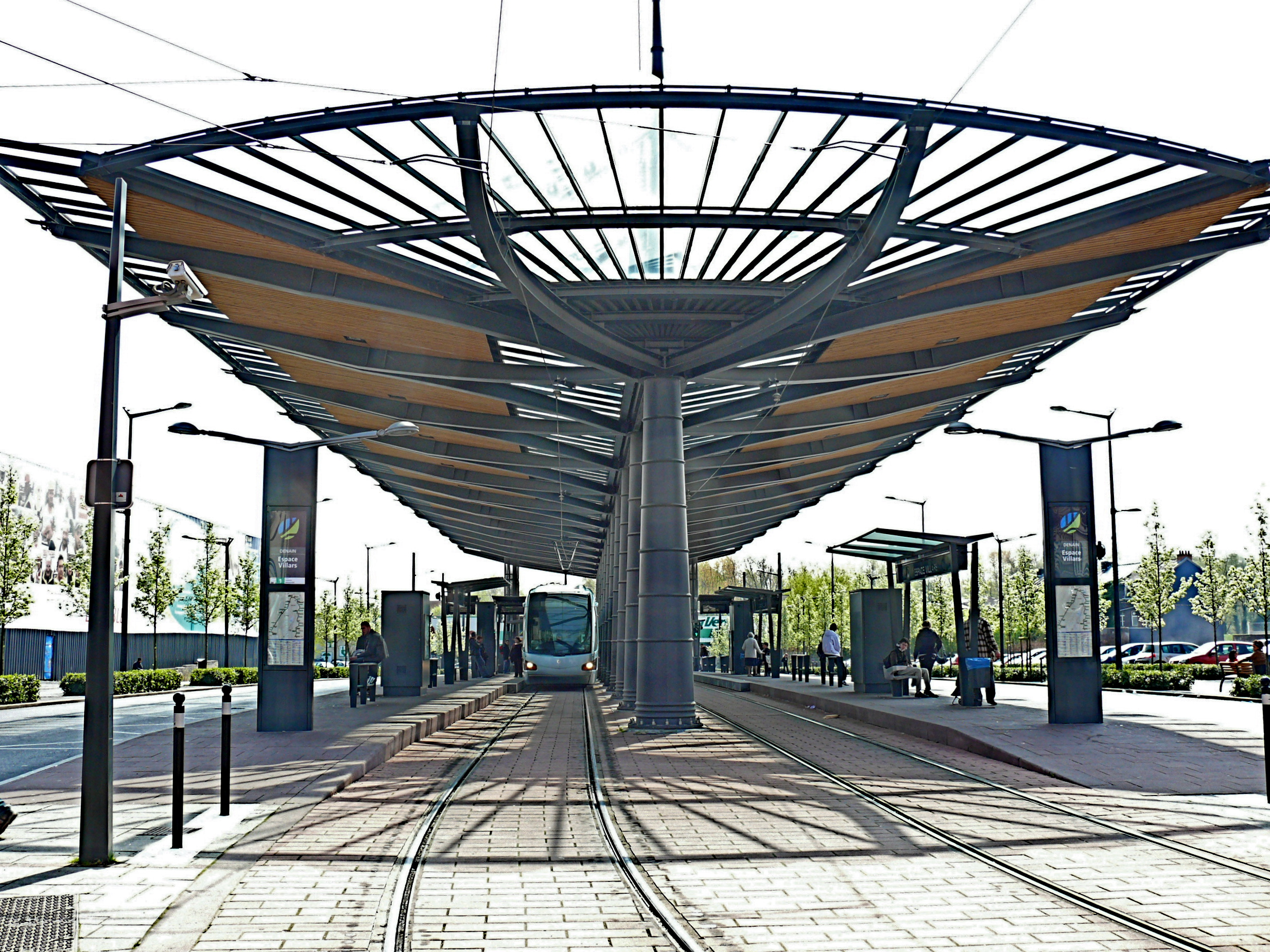
Pôle d'échange de Denain (France), donnant une correspondance entre le tramway et les bus urbains ou régionaux, qui peuvent stationner autour de la station de tramway
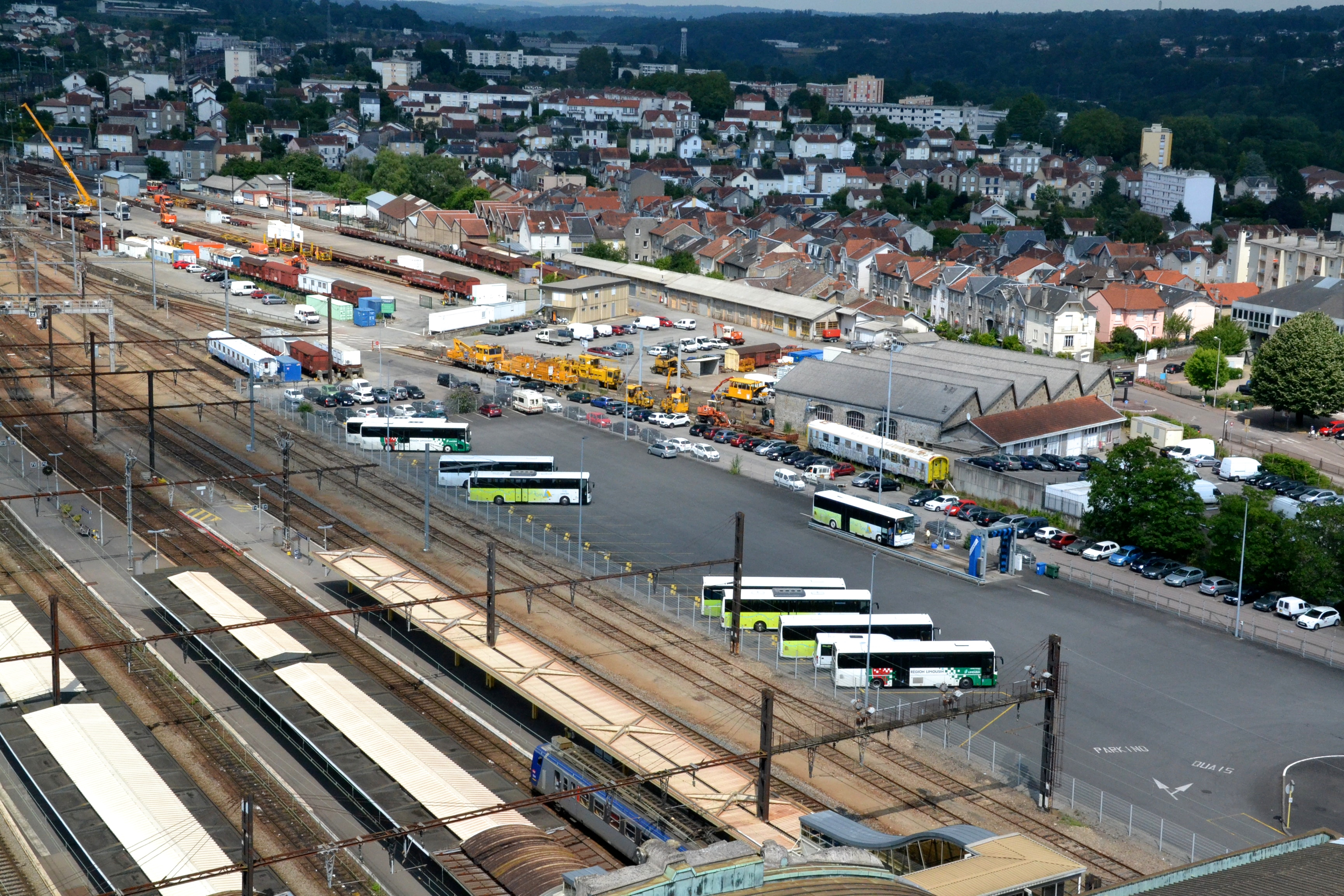
La gare routière du Centre intermodal d'échanges de Limoges
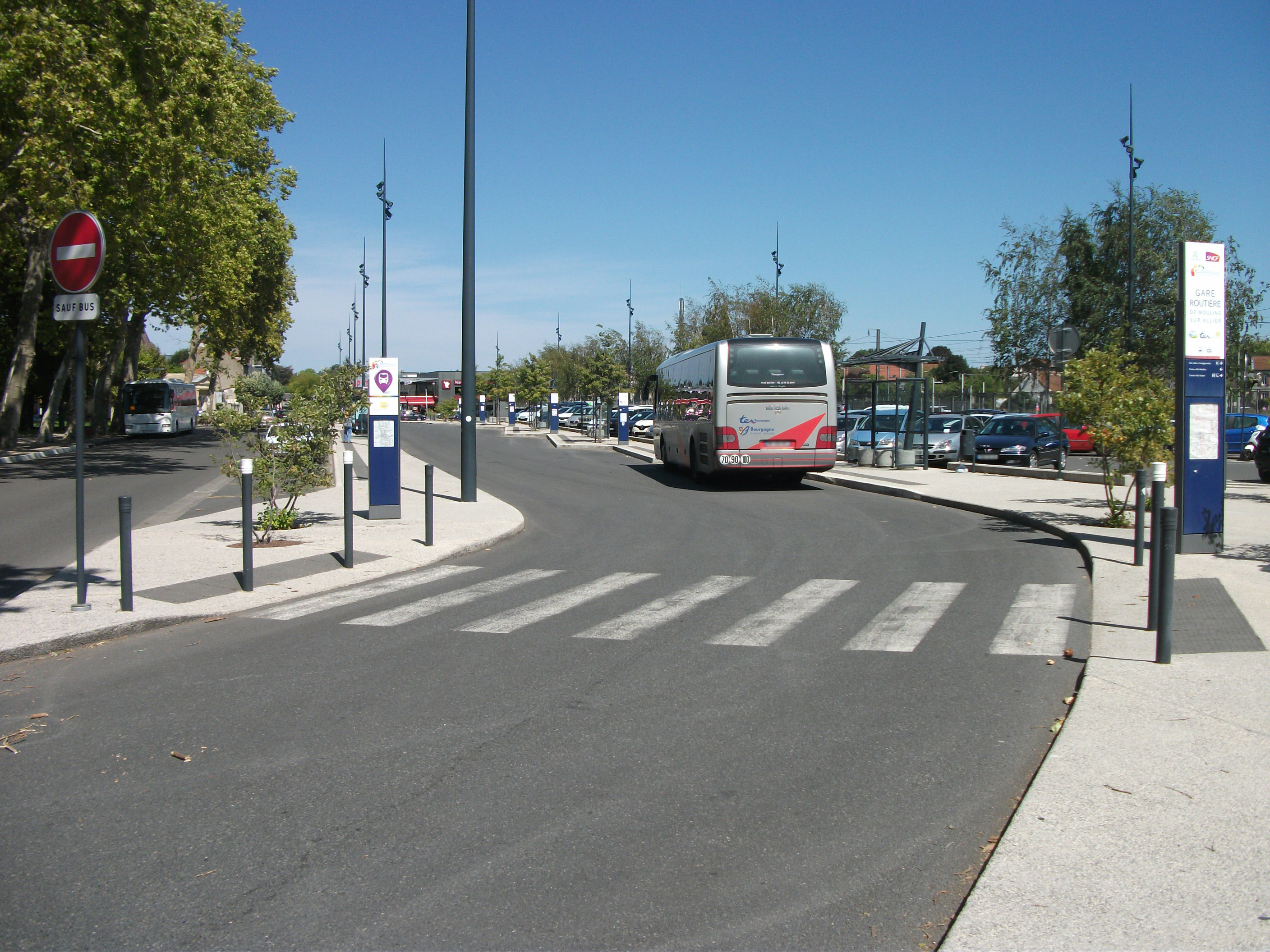
Gare routière de Moulins-sur-Allier

#### Hauts-de-France
D'après une étude de FlixBus en 2016, les gares routières préférées des passagers dans les Hauts-de-France sont Boulogne-sur-Mer, Arras, Calais, Lens et Dunkerque.

## Accidents
En 2013, un accident mortel a eu lieu à la gare routière d'Orléans.
Le 2 novembre 2015, un accident mortel a eu lieu en gare routière de Boissy-Saint-Léger, entre une lycéenne et un autocar exploité par la compagnie Transdev.

## Exploitants
Parmi les opérateurs français de gares routières, on trouve notamment Effia Synergies (groupe Keolis) et EM Services (RATP Dev).
| Le graphique qui aurait dû être présenté ici ne peut pas être affiché car il utilise l'ancienne extension Graph, désactivée pour des questions de sécurité. Des indications pour créer un nouveau graphique avec la nouvelle extension Chart sont disponibles ici . |
| Source Arafer . |